# هری بریگز
هری بریگز (انگلیسی: Harry Briggs; ۲۷ فوریهٔ ۱۹۲۳ – ۲۰۰۵ (۸۱−۸۲ سال)) بازیکن فوتبال اهل بریتانیا بود.
از باشگاه‌هایی که در آن بازی کرده‌است می‌توان به باشگاه فوتبال کریستال پالاس اشاره کرد.